# Liste der denkmalgeschützten Objekte in Fusch an der Großglocknerstraße
Die Liste der denkmalgeschützten Objekte in Fusch an der Großglocknerstraße enthält die 4 denkmalgeschützten, unbeweglichen Objekte der Gemeinde Fusch an der Großglocknerstraße.

## Denkmäler
| Foto |                 | Denkmal                                                                    | Standort                                        | Beschreibung | Metadaten |
| ---- | --------------- | -------------------------------------------------------------------------- | ----------------------------------------------- | --- | --- |
| ja   | Datei hochladen | Wegkapelle hl. Katharina HERIS-ID: 53313 Objekt-ID: 61224                  | bei Zeller Fusch 1 Standort KG: Fusch           | Die Ferleitenkapelle zur hl. Katharina wurde wegen der Tauerngeher 1630 erbaut. 1735 erhielt sie auch die Messlizenz. | BDA-Hist.: Q38056603 Status: § 2a Stand der BDA-Liste: 2025-06-30 Name: Wegkapelle hl. Katharina GstNr.: .53 Ferleitenkapelle hl. Katharina                                                                        |
| ja   | Datei hochladen | Kath. Pfarrkirche hll. Ägidius und Martin HERIS-ID: 36427 Objekt-ID: 35316 | bei Zeller Fusch 85 Standort KG: Fusch          | Schon 1313 ist von einer Kirche in Fusch die Rede, es dürfte aber auf Grund des Weges über den Tauern schon viel früher eine Kirche oder Kapelle bestanden haben. Zwischen Turm und Langhaus war bis 1713 eine Kapelle eingeschoben. Diese wurde aber entfernt und die Kirche beträchtlich erweitert. 1779 erhielt die Kirche einen neuen Hochaltar. Im Turm, welcher eine Höhe von 35 Metern hat, hängt eine Glocke aus 1775. | BDA-Hist.: Q37969931 Status: § 2a Stand der BDA-Liste: 2025-06-30 Name: Kath. Pfarrkirche hll. Ägidius und Martin GstNr.: .15 Pfarrkirche hll. Ägidius u. Martin, Fusch                                            |
| ja   | Datei hochladen | Hubertus-, Wolfgangs-Kapelle HERIS-ID: 57479 Objekt-ID: 67571              | Bad Fusch Standort KG: Fusch                    | Nach alten Schriften stand schon 1417 auf einem Hügel in Bad Fusch eine behäbige Kirche mit 2 Türmen. Die Wolfgangskirche war früher eine Wallfahrtskirche. Diese wurde in den Jahren 1643 und 1686 durch Lawinen stark beschädigt und von einer weiteren Lawine im Jahr 1702 entzweigerissen. Nach einem Wiederaufbau wurde im sehr schneereichen Jahr 1844 wieder eine Lawine ausgelöst. Der Glockenturm wurde mitsamt dem Dachstuhl „in den Graben hinuntergeschleudert“. Das Mauerwerk war zerrissen und die Decke gespalten; die ganze Kirche voller Schnee. Zwischen 1848 und 1851 wurde sodann eine neue Kapelle am selben Platz errichtet und in den nächsten Jahren von den Kurgästen einigermaßen mit dem Notwendigsten ausgestattet. | BDA-Hist.: Q38076747 Status: § 2a Stand der BDA-Liste: 2025-06-30 Name: Hubertus-, Wolfgangs-Kapelle GstNr.: .63/1 Wolfgang-Kapelle, Bad Fusch                                                                     |
| ja   | Datei hochladen | Großglockner-Hochalpenstraße HERIS-ID: 63108 Objekt-ID: 75717seit 2016     | Großglockner Hochalpenstraße Standort KG: Fusch | Anmerkung: Der geschützte Teil der Großglockner-Hochalpenstraße erstreckt sich über die Gemeinden Heiligenblut (Katastralgemeinden Zlapp und Hof, Apriach), Fusch und Rauris. | BDA-Hist.: Q64487718 Status: Bescheid Stand der BDA-Liste: 2025-06-30 Name: Großglockner-Hochalpenstraße GstNr.: 498/1, 774/6, 774/7, 774/8, 774/9, 796/2, 1528, 1529, 1530/1, 1530/5 Großglockner-Hochalpenstraße |